# L'Étrat
 L'Étrat  es una población y comuna francesa, situada en la región de Ródano-Alpes, departamento de Loira, en el distrito de Saint-Étienne y cantón de Saint-Héand.

## Demografía
| 1322 | 1523 | 2147 | 2309 | 2524 | 2519 |
| Para los censos de 1962 a 1999 la población legal corresponde a la población sin duplicidades (Fuente: INSEE [Consultar]) |      |      |      |      |      |